# Tetepare
Tetepare é a maior ilha desabitada no Pacífico Sul, fazendo parte da província Ocidental das Ilhas Salomão. Cobre aproximadamente 118 km2. A ilha alberga bosques primitivos nas terras baixas e uma rica zona costeira marinha. O significado do nome é incerto, provavelmente significa "porco selvagem" ou "javali lutador" já que a ilha era (e é certa medida ainda é) famosa entre os habitantes da região por ter estes animais.
Os residentes locais eram provavelmente de grupo étnico distinto, existindo dados de uma língua tetepare e de tradições únicas mas a informação é fragmentada. Do mesmo modo que os seus vizinhos nas ilhas Rendova e Nova Geórgia, parece que praticaram a agricultura itinerante, e ocasionalmente cortavam cabeças. Contudo, a ilha foi abandonada no século XIX, e os habitantes dispersaram-se pela Nova Geórgia, Lagoa Roviana, Vonavona, Nggatokae e Ranongga.
No extremo ocidental, estabeleceu-se de 1907 a 1918 uma plantação de cocos de 3,75 km2 até à Segunda Guerra Mundial e toda a manutenção na ilha cessou em 1990. O bosque secundário está agora invadindo esta área.
A ilha tem grande importância para a conservação de espécies e em termos arqueológicos.Um total de 73 espécies de aves, 24 de répteis, 4 de rãs e 13 espécies de mamíferos foram registados em Tetepare incluindo raras e endémicas espécies de aves e de morcegos.
Os cientistas ainda descobrem novas espécies em Tetepare. Nos últimos anos, os investigadores descobriram três novas espécies de peixes, e uma possível nova família de peixes nos rios de Tetepare.